# Guinee-Bissau op de Olympische Zomerspelen 2024
Guinee-Bissau nam deel aan de Olympische Zomerspelen 2024 in Parijs, Frankrijk.

## Aantal deelnemers
Hieronder volgt een overzicht van de atleten die zich kwalificeerden voor de Olympische Zomerspelen van 2024.
| Sport     | Mannen | Vrouwen | Totaal |
| --------- | ------ | ------- | ------ |
| Atletiek  | 1      | 0       | 1      |
| Judo      | 1      | 0       | 1      |
| Taekwondo | 1      | 0       | 1      |
| Worstelen | 2      | 0       | 2      |
| Zwemmen   | 1      | 0       | 1      |
| Totaal    | 6      | 0       | 6      |

## Deelnemers en resultaten

### Atletiek

#### Loopnummers
Mannen
| atleet      | onderdeel | voorronde | voorronde | series         | series         | herkansingen | herkansingen | halve finale   | halve finale   | finale         | finale         |
| atleet      | onderdeel | tijd      | rang      | tijd           | rang           | tijd         | rang         | tijd           | rang           | tijd           | rang           |
| ----------- | --------- | --------- | --------- | -------------- | -------------- | ------------ | ------------ | -------------- | -------------- | -------------- | -------------- |
| Seco Camara | 100 m     | 10,76     | 5         | niet geplaatst | niet geplaatst | n.v.t.       | n.v.t.       | niet geplaatst | niet geplaatst | niet geplaatst | niet geplaatst |

### Judo
Mannen
| atleet       | onderdeel | eerste ronde         | tweede ronde         | derde ronde          | kwartfinale          | halve finale         | herkansing           | finale / BM          | finale / BM    |
| atleet       | onderdeel | tegenstander uitslag | tegenstander uitslag | tegenstander uitslag | tegenstander uitslag | tegenstander uitslag | tegenstander uitslag | tegenstander uitslag | rang           |
| ------------ | --------- | -------------------- | -------------------- | -------------------- | -------------------- | -------------------- | -------------------- | -------------------- | -------------- |
| Bubacar Mané | +100 kg   | n.v.t.               | Ndiaye V 00 - 10     | niet geplaatst       | niet geplaatst       | niet geplaatst       | niet geplaatst       | niet geplaatst       | niet geplaatst |

### Taekwondo
Mannen
| atleet       | onderdeel | kwalificatie         | eerste ronde         | kwartfinale          | halve finale         | herkansing           | finale / BM          | finale / BM    |
| atleet       | onderdeel | tegenstander uitslag | tegenstander uitslag | tegenstander uitslag | tegenstander uitslag | tegenstander uitslag | tegenstander uitslag | rang           |
| ------------ | --------- | -------------------- | -------------------- | -------------------- | -------------------- | -------------------- | -------------------- | -------------- |
| Paivou Gomis | +80 kg    | n.v.t.               | Sansores V 1-8, 1-7  | niet geplaatst       | niet geplaatst       | niet geplaatst       | niet geplaatst       | niet geplaatst |

### Worstelen

#### Vrije stijl
Mannen
| atleet               | onderdeel | eerste ronde            | kwartfinale          | halve finale         | herkansing           | finale / BM          | finale / BM    |
| atleet               | onderdeel | tegenstander uitslag    | tegenstander uitslag | tegenstander uitslag | tegenstander uitslag | tegenstander uitslag | rang           |
| -------------------- | --------- | ----------------------- | -------------------- | -------------------- | -------------------- | -------------------- | -------------- |
| Diamantino Iuna Fafé | −57 kg    | Abakarov V 6 - 7        | niet geplaatst       | niet geplaatst       | niet geplaatst       | niet geplaatst       | niet geplaatst |
| Bacar Ndum           | −74 kg    | Emamichoghaei V 00 - 10 | niet geplaatst       | niet geplaatst       | niet geplaatst       | niet geplaatst       | niet geplaatst |

### Zwemmen
Mannen
| atleet       | onderdeel       | series | series | halve finale   | halve finale   | finale         | finale         |
| atleet       | onderdeel       | tijd   | rang   | tijd           | rang           | tijd           | rang           |
| ------------ | --------------- | ------ | ------ | -------------- | -------------- | -------------- | -------------- |
| Pedro Rogery | 50 m vrije slag | 28,34  | 66     | niet geplaatst | niet geplaatst | niet geplaatst | niet geplaatst |